# Brome (Suffolk)
Brome è un villaggio inglese del Suffolk, distretto di Mid Suffolk. Insieme al villaggio di Oakley costituisce parrocchia civile. È indicato nel Domesday Book (1086) come Brom/Brum.